# Электронный газ

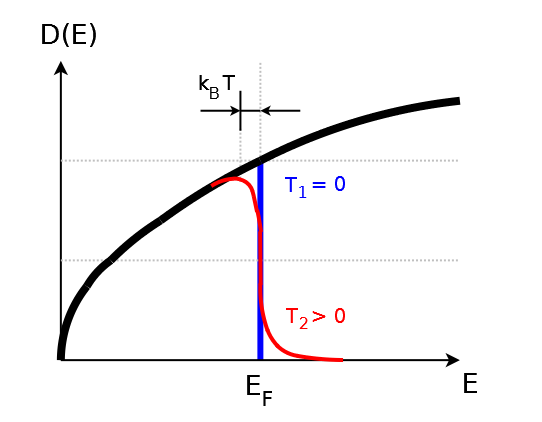
Энергетическое распределение электронов в трёхмерном электронном газе при нулевой и ненулевой температуре (цветные кривые). обозначает энергию Ферми, а показывает меру теплового размытия; чёрной линией представлена трёхмерная плотность состояний.

Электро́нный га́з — модель в физике твердого тела, описывающая поведение электронов в телах с электронной проводимостью. В электронном газе пренебрегается кулоновским взаимодействием между частицами, а сами электроны слабо связаны с ионами кристаллической решётки. Соответствующим понятием для материалов с дырочной проводимостью является дырочный газ.

## Примеры систем с электронным газом

### Трёхмерный электронный газ
Подобно тому как обычный газ представляет собой совокупность большого количества («ансамбль») свободных молекул, электронный газ создаётся ансамблем электронов в некотором объёме. Соответственно, электронный газ наличествует в металлах и полупроводниках — в любых средах, где имеются или могут появиться свободные электроны. 
Многие характеристики молекулярного газа, такие как плотность распределения частиц по энергии, вводятся и применительно к электронному газу, хотя выражения для них отличаются от случая обычных газов. 

### Газ пониженной размерности
Двумерный электронный газ (ДЭГ) возникает при пространственном ограничении электронного газа в некотором направлении. Примерами систем с ДЭГ могут служить область канала в полевых транзисторах или HEMT-транзисторах. Достоинство ДЭГ — высокая подвижность носителей, позволяющая конструировать быстродействующие электронные приборы. Аналогичным образом в тонких длинных объектах (так называемых квантовых нитях) формируется одномерный электронный газ. 

## Физическое описание
Электронный газ является частным случаем Ферми-газа. Его поведение может быть рассмотрено по аналогии с термодинамической моделью идеального газа, в частности, можно ввести понятия сжимаемости и теплоемкости электронного газа.

### Распределение электронов по энергии
Распределение электронов в газе по энергии {\displaystyle D(E)=\rho (E)\cdot F(E)} (эВ-1см-3) описывается произведением плотности состояний {\displaystyle \rho (E)} (в трёхмерном случае пропорциональной корню из энергии электрона {\displaystyle {\sqrt {E}}}) и функции Ферми—Дирака для числа заполнения состояний {\displaystyle F(E)} (см. рис.). Проинтегировав {\displaystyle D(E)} по энергии, можно получить концентрацию электронов {\displaystyle n=\int D(E)dE} (см-3) в данной точке. Функция {\displaystyle f(E)=D(E)/n} (эВ-1), нормирована на единицу ({\displaystyle \int f(E)dE=1}) и задаёт плотность статистического распределения электронов по энергии.

### Сжимаемость электронного газа
Сжимаемость электронного газа характеризует изменение давления электронного газа при изменении его объёма. По аналогии с обычным идеальным газом можно ввести понятие сжимаемости {\displaystyle K}, обратная величина которой определяется как взятое с отрицательным знаком произведение объёма газа {\displaystyle V} и изменения давления {\displaystyle P} электронного газа при изменении объёма с сохранением полного числа частиц {\displaystyle N}. Для вырожденного газа в металлах сжимаемость обратно пропорциональна энергии Ферми.

### Теплоёмкость электронного газа
Теплоёмкость электронного газа определяется как количество теплоты, которую необходимо передать электронному газу для того, чтобы повысить его температуру (меру кинетической энергии носителей) на 1 К. Для вырожденного электронного газа (в металлах) теплоёмкость стремится к нулю при малых температурах, и линейно возрастает с температурой. Поскольку теплоёмкость кристаллической решётки при низких температурах пропорциональная кубу температуры (закон Дебая), то существует область низких температур, при которых теплоёмкость электронов больше чем теплоёмкость решётки. Однако при более высоких температурах, чем температура Дебая, вклад электронной подсистемы в общую теплоёмкость твёрдого тела не превышает нескольких процентов.

### Магнитные свойства электронного газа
Электронный газ обладает парамагнитными свойствами, обусловленными ориентацией спина электрона по и против внешнего магнитного поля. Для вырожденного электронного газа магнитная восприимчивость не зависит от температуры. 